# دومينيك فيشباك
دومينيك فيشباك هي ممثلة أمريكية ولدت في 22 مارس 1991.